# Moorse beekschildpad
De Moorse beekschildpad (Mauremys leprosa) is een schildpad uit de familie Geoemydidae.

## Naam
De soort werd voor het eerst wetenschappelijk beschreven door August Friedrich Schweigger in 1812. Oorspronkelijk werd de wetenschappelijke naam Emys leprosa gebruikt. In de Nederlandse taal wordt de schildpad ook wel Spaanse beekschildpad genoemd en ook de naam melaatse zoetwaterschildpad wordt wel gebruikt. Deze laatste naam is een vertaling van de soortnaam leprosa, wat lepra-achtig betekent. Deze naam slaat op het feit dat de schildpad vaak algengroei op het schild heeft waarbij de algen tussen de schildplaten doordringen. Bij het vervellen laten niet alle delen van de schildplaat los zodat het schild een bulterig uiterlijk krijgt. Dit doet enigszins denken aan de ziekte lepra bij de mens waarbij het lichaam misvorm raakt. Bij de Moorse beekschildpad is echter geen sprake van een ziekte.

## Uiterlijke kenmerken
De maximale carapaxlengte is ongeveer 18 centimeter, mannetjes blijven kleiner dan vrouwtjes. Het schild is vrij plat van vorm en heeft een flauwe lengtekiel op het midden. Zowel volwassen als juveniele exemplaren hebben op het schild geen tekeningen of vlekpatronen, wel zijn enkele fijne, geelgroene lijnen op de zijkant van de nek aanwezig, die bij oudere dieren vervagen. Juvenielen hebben naast de kiel in het midden twee lengtekielen op iedere zijde van het schild. De Moorse beekschildpad lijkt enigszins op de Kaspische beekschildpad (Mauremys caspica), en wordt ook weleens zo genoemd. De verspreidingsgebieden overlappen elkaar echter niet zodat in het veld de determinatie niet zo moeilijk is.

## Verspreiding en habitat
De Moorse beekschildpad komt voor in Europa en Noord-Afrika, in Benin, Libië, Marokko, Mauritanië, Niger, Portugal, Senegal, Spanje en Tunesië. De soort heeft geen uitgesproken habitat en leeft in uiteenlopende wateren; tijdelijke of permanente, stromende of stilstaande en zelfs in brak water is de schildpad aangetroffen. Het is een zeer schuwe soort die wel aan land komt om te zonnen, maar bij het minste of geringste weer het water in plonst.

## Levenswijze
Het voedsel bestaat uit kleine ongewervelden als insecten, kikkers, kikkervisjes, vissen en aas, ook plantendelen en algen worden gegeten. Volwassen exemplaren zijn waarschijnlijk kannibalistisch en eten weleens een kleinere soortgenoot op. De juvenielen zijn zeer schuw en verbergen zich zo veel mogelijk tussen bodemmateriaal. Bij gevaar scheidt de schildpad een smerig stinkend goedje af en kan stevig bijten.